# María Cinta Balagué
María Cinta Balagué (Barcelona, 1898- Barcelona, 1985) fue una periodista española. Es considerada la primera mujer locutora de la radio española. Además consiguió dirigir un magazine radiofónico de índole femenina, formado por un equipo de mujeres totalmente innovador en la época.     

## Biografía
Nació en Barcelona en 1898 y murió en la misma ciudad en 1985.
Cursó sus estudios en Magisterio, una vez terminados, se presentó a las oposiciones convocadas por la Diputación que presidía Enric Prat de la Riba y, tras obtener la segunda plaza se incorporó a trabajar en el ayuntamiento de Barcelona, con tan solo 19 años. Fue la primera mujer que se incorporaba a la función pública. En 1922 la trasladaron a Gobernación. Después de un periplo por diferentes departamentos del Ayuntamiento y de trabajar con personalidades de la categoría de Ventura Gassol, Manuel Ainaud o Adrià Gual, fue secretaria de los concejales hasta que se jubiló, en 1968. 
Su larga carrera como funcionaria le valió la Medalla de la Ciudad (1973) y la Medalla de Plata del Mérito al Trabajo (1976)”.
Además, también es considerada la primera mujer locutora de la historia de España, a pesar de que hasta no hace mucho, este “titulo” se lo llevaba María Sabaté.

## Su llegada a la radio
Es importante destacar que María Cinta Balagué forma parte de las pioneras en la radio española, aunque no es un caso aislado. Sin embargo, sí el más destacado en Cataluña y, por ello, es conocida como la primera mujer locutora catalana. Sin embargo, cuando Balagué comenzó su andadura en el mundo radiofónico, no fue contratada por Radio Barcelona. Aquí realizaría el primer magazine femenino y entraría a formar parte del equipo como un colaboradora más. A los 28 años, cuando recibió la oferta de realizar un programa de radio de índole femenina, lo realizó bajo el seudónimo de Salus. De esta forma, en 1926 y gracias a su faceta más intelectual, logró estrenar la sección literaria femenina. Esta sección fue emitida dentro de un  programa genérico llamado Radio Telefonía Femenina que era dedicado también al sector femenino. La nueva sección se iniciaba a las 18:00 horas y tenía una duración de entre unos 20 o 30 minutos, dependiendo del día. Se iniciaba a las 18:00 horas y se emitía dos veces a la semana; los martes y los viernes.

## Sección literaria femenina
El objetivo principal que tuvo esta sección en sus inicios fue dar cabida a las creaciones literarias que realizaban las propias oyentes. Es decir, las seguidoras del programa enviaban sus escritos y la propia Balagué bajo su seudónimo, les daba lectura en antena.
Sección literaria femenina tuvo tal éxito que durante ese mismo año, evolucionó de forma considerable, ya que se llenó de nuevos contenidos siempre dirigidos al público femenino. De esta forma, a la sección literaria se le añadieron la: ”Sección de modas” y la “Sección de temas útiles”. 
Aunque con más contenido, el programa se mantuvo en la misma franja horaria y seguiría emitiéndose los mismos días de la semana. Sin embargo, al dar cabida a nuevos temas, posibilitó la creación de un grupo de colaboradoras fijas durante su emisión.
María Cinta Balagué, además de ser pionera en su trabajo, consiguió crear un equipo de trabajadoras femeninas, por ello, debemos señalar que es posible encontrar a mujeres en otros puestos además de al micrófono,es el caso de  profesionales como María Ángeles Fernández García, que fue la primera mujer técnico de sonido en la radiodifusión estatal (EAJ-1 Radio Barcelona), otra conquista en una parcela tradicionalmente masculina.
Las colaboradoras que Balagué reunió para su programa, eran expertas en los temas femeninos del momento, además destacaban en su alto nivel cultural, ya que además de colaborar para el programa, escribían en revistas femeninas sobre los mismos temas que debatían en antena. 
“Así pues, la Señorita Pompadour se encargaba de la sección “Modas” y la Señorita Maintenon de la sección “Ciencia doméstica” y Balagué continuaba poniendo en antena las composiciones de las oyentes y de éstas escritoras que eran sus guionistas, según se deduce de la descripción de la programación referida en La Vanguardia, aunque la propia Balagué escribió sobre la necesidad de que más colaboradoras como las suyas dejaran oír su voz”.

## Estructura del programa
Como se ha mencionado en varias ocasiones, la duración y días de emisión del programa siempre se mantuvo en los mismos días y el mismo tiempo. Cabe destacar que, según algunas notas de prensa, en algunos años su duración si varió más.
Por ello, es posible clasificarlo como el primer magazine de la historia de la radio española, un programa que tenía identidad propia y que, además, el hecho de ser llevado por una mujer y que su contenido fuese dirigido al público femenino, lo hacía más singular aún. 
Además, Balagué introduce una gran novedad en el mundo radiofónico, y es que, hace posible que los oyentes se convirtiesen en locutores también, previa prueba de voz. De esta forma, las oyentes podrían leer sus propios textos en antena. Por otro lado, “ las oyentes pueden mandar cartas con peticiones que son recogidas y respondidas en el programa, o solicitar discos, cosa que contribuye a la popularización del espacio y claro está, de la radio como medio de comunicación”.
El programa desaparece de antena en febrero de 1929, y es sustituido por otro programa también de contenido femenino, en este caso llamado Charlas Femeninas.

## Distinciones
- Medalla de la Ciudad (1973)
- Medalla de Plata del Mérito al Trabajo.